# Hamblain-les-Prés
Hamblain-les-Prés è un comune francese di 480 abitanti situato nel dipartimento del Passo di Calais nella regione dell'Alta Francia.

## Storia

### Simboli
Lo stemma è stato adottato dal comune il 18 ottobre 1993. La croce ancorata era il simbolo dell'abbazia di San Vedasto di Arras, che dal 1098, fu proprietaria di un feudo ad Hamblain. Dopo aver fatto parte della contea di Oisy, la signoria di Hamblain passò sotto la casata di Lussemburgo — ricordata dal leone rampante rosso — ed infine sotto quella di Borbone-Vendôme a partire dal 1487 con il matrimonio in seconde nozze di Maria di Lussemburgo con Francesco di Borbone, conte di Vendôme.

### Onorificenze
- Croix de guerre 1914-1918

## Società

### Evoluzione demografica
Abitanti censiti